# Mikroregion Livramento do Brumado

Mikroregion Livramento do Brumado

Mikroregion Livramento do Brumado – mikroregion w brazylijskim stanie Bahia należący do mezoregionu Centro-Sul Baiano. Ma powierzchnię 5.644,45890 km²

## Gminy
- Dom Basílio
- Érico Cardoso
- Livramento de Nossa Senhora
- Paramirim
- Rio do Pires